# Trepetavke
Trepetavke (znanstveno ime Syrphidae) so družina dvokrilcev, ki jih natančneje uvrščamo med prave muhe kratkorožke. Gre za veliko skupino muh, v katero uvrščamo približno 6000 danes poznanih vrst, ki so razširjene po vsem svetu. Nekatere od njih so zelo številčne v svojih habitatih.
Te muhe so najbolj znane po svojem lebdečem letenju in barvnem vzorcu večine vrst, ki posnema vzorce pikajočih žuželk – os, čmrljev ali čebel, čeprav same nimajo žela ali strupnih žlez. Temu pojavu pravimo mimikrija. Mimikrija nekaterih predstavnikov je tako popolna, da se lahko samice svobodno zadržujejo v kolonijah os ali čmrljev, ki jih posnemajo, ter vanje odlagajo jajčeca; izlegle ličinke se nato prehranjujejo z organskim drobirjem, ki pada na dno kolonije. Najzanesljivejši določevalni znak je posebna žila oz. rebrce na krilih (t. i. vena spuria), ki poteka vzdolž sredine krila med tretjo in četrto prečno žilo pri veliki večini predstavnikov. Krila so, kot pri drugih dobrih letalcih med žuželkami, vitka in z zašiljeno konico.
Ličinke trepetavk so sicer po svojem habitatu in izgledu zelo raznolike. Nekatere so plenilske in lovijo listne uši ter druge drobne žuželke, druge živijo v razpadajočem rastlinskem materialu (humusu ali gnijočem lesu) ali gnezdih socialnih žuželk. Ličinke predstavnikov rodu Eristalis so znane po tem, da živijo v močno onesnaženi vodi (npr. gnojevki) in dihajo skozi izrastek na zadnjem delu, ki je lahko daljši od preostanka telesa. Ob zaužitju se lahko zaredijo v človekovih prebavilih in povzročajo težave. Ko dovolj zraste, se ličinka zabubi znotraj ovoja, ki ga tvori odvržena kutikula zadnjega stadija.
Odrasle trepetavke se prehranjujejo s pelodom in se pogosto zadržujejo v bližini cvetov, zaradi česar so pomembne opraševalke. Izvor skupine še ni povsem pojasnjen, številčneje pa se prične pojavljati v fosilnih skladih iz terciarja. Zaradi opraševanja in plenjenja listnih uši jih smatramo za koristne v kmetijstvu.

## Trepetavke v Sloveniji
Favna muh trepetavk v Sloveniji je razmeroma slabo poznana, čeprav je prve podatke o njih zapisal že Scopoli. Novejši pregled navaja 274 vrst od 450, ki so znane za Balkanski polotok, in dobrih 650 iz vse Evrope.

### Seznami vrst
- Nearktika Arhivirano 2008-03-18 na Wayback Machine.
- Zahodna Palerktika z Rusijo
- Avstralazija/Oceanija